# Robinne Lee
Robinne Lee (Mount Vernon, Nueva York, 16 de julio de 1974) es una actriz y escritora estadounidense que debutó en 1997 en la película de cine independiente Hav Plenty, y más tarde ha aparecido en películas como Seguridad nacional (2003), Deliver Us from Eva (2003), Hitch (2005), y Siete almas (2008). También ha actuado en Cincuenta sombras más oscuras (2017) y más adelante en Cincuenta sombras liberadas (2018). Su primera novela será publicada en junio de 2017 por la editorial St. Martin's Press.

## Vida y carrera
Lee nació en Mount Vernon, Nueva York, el 16 de julio de 1974. Una vez licenciada en la Columbia Law School, empezó su carrera de actriz en 1997 formando parte del reparto de la comedia romántica Hav Plenty, que fue presentada en el Festival Internacional de Cine de Toronto. Pasó los años siguientes trabajando en producciones cinematográficas de menor envergadura, y también coprotagonizando películas televisivas como The Runaway. En televisión, Lee también fue protagonista-invitada en Buffy the Vampire Slayer y Numb3rs.
En 2003 apareció en dos películas. La primera fue la comedia de acción Seguridad nacional con Martin Lawrence y Steve Zahn. Un año después, Lee coprotagonizó con LL Fresco J y Gabrielle Union la comedia romántica Deliver Us From Eva. En 2005 tuvo un papel en Hitch, protagonizada por Will Smith. En 2008 coprotagonizó, de nuevo con Smith, la película dramática Siete almas en la que interpretaba a la prometida de este. En 2009 coprotagonizó, junto a Don Cheadle, la película Hotel para perros.
En 2007, Lee tuvo el papel en el sitcom de la TBS Tyler Perry's House of Payne y lanzó una película independiente This Is Not a Test. De 2013 a 2014 actuó como Avery Daniels en la primera temporada de la aclamada por la crítica serie dramática, Being Mary Jane.
En 2016, Lee obtuvo el papel de Ros Bailey en Cincuenta sombras más oscuras, la secuela de Cincuenta sombras de Grey.

## Filmografía

### Películas
| Año  | Título                        | Papel                       | Notas               |
| ---- | ----------------------------- | --------------------------- | ------------------- |
| 1997 | Hav Plenty                    | Leigh Darling               |                     |
| 1997 | Get That Number               | Chica del parque            | Cortometraje        |
| 2000 | Cupid & Cate                  | Ellen                       |                     |
| 2000 | The Runaway                   | Cecily Monroe               | Telefilm            |
| 2002 | Almost a Woman                | Señorita Brown              | Telefilm            |
| 2003 | Seguridad nacional            | Denise                      |                     |
| 2003 | Deliver Us from Eva           | Bethany Dandrige            |                     |
| 2004 | Shook                         | Jill                        | Cortometraje        |
| 2004 | 13 Going on 30                | Rachel                      |                     |
| 2005 | Hitch                         | Cressida                    |                     |
| 2008 | This Is Not a Test            | Viv                         |                     |
| 2008 | Siete almas                   | Sarah                       |                     |
| 2009 | Hotel para perros             | Carol                       |                     |
| 2012 | The Undershepherd             | Shirley                     |                     |
| 2012 | Divorce Invitation            | Joan                        |                     |
| 2013 | Miss Dial                     | Erica                       | También productora  |
| 2013 | Curdled                       | Mara                        | Cortometraje        |
| 2014 | Echo Park                     | Rachel                      |                     |
| 2014 | Second Chance Christmas       | Maisie                      | Película televisiva |
| 2015 | Forgiveness                   | Primera dama Vivica Jenkins |                     |
| 2016 | Sex and Violence              | Donna Churchland            |                     |
| 2016 | The Bounce Back               | Sam                         |                     |
| 2016 | Nine Rides                    | Novia                       |                     |
| 2017 | Cincuenta sombras más oscuras | Ros Bailey                  |                     |
| 2018 | Cincuenta sombras liberadas   | Ros Bailey                  | En posproducción    |

### Televisión
| Año       | Título                   | Papel            | Notas                                           |
| --------- | ------------------------ | ---------------- | ----------------------------------------------- |
| 2002      | Buffy the Vampire Slayer | Charlotte        | Episodio: "Sleeper"                             |
| 2004      | The Big House            | Bianca           | Episodio: "Hart Trasplant"                      |
| 2005      | Numb3rs                  | Agente Harrill   | Episodios: "Uncertainty Principle" y "Sabotage" |
| 2007      | House of Payne           | Nicole Jamieson  | Personaje recurrente, 10 episodios              |
| 2013-2014 | Being Mary Jane          | Avery Daniels    | Personaje recurrente, 6 episodios               |
| 2014      | Mind Games               | Margaret Bradley | Episodio: "Texts, Lies and Audiotapes"          |